# Contea di Lennox e Addington
La contea di Lennox e Addington è una contea dell'Ontario in Canada. Al 2006 contava una popolazione di 40.542 abitanti. Ha come capoluogo Greater Napanee.